# Euproctis brachychlaena
Euproctis brachychlaena är en fjärilsart som beskrevs av Collenette 1935. Euproctis brachychlaena ingår i släktet Euproctis och familjen tofsspinnare. Inga underarter finns listade i Catalogue of Life.